# Philemon brassi
El filemón de Brass (Philemon brassi) es una especie de ave paseriforme de la familia Meliphagidae endémica de Nueva Guinea. Está amenazada por la pérdida de hábitat. 
El nombre de la especie conmemora al botánico australiano Leonard John Brass, que participó en la tercera expedición de Archbold a Nueva Guinea.